# Carcoforo
Carcoforo – miejscowość i gmina we Włoszech, w regionie Piemont, w prowincji Vercelli.
Według danych na rok 2004 gminę zamieszkiwały 73 osoby, 3,3 os./km².